# Pantherophis
Pantherophis is een geslacht van slangen uit de familie toornslangachtigen (Colubridae) en de onderfamilie Colubrinae.

## Naam en indeling
De wetenschappelijke naam van de groep werd voor het eerst voorgesteld door Leopold Fitzinger in 1843. Er zijn negen soorten, inclusief de pas in 2011 beschreven soort Pantherophis ramspotti. Veel soorten behoorden eerder tot andere geslachten zoals Coluber, Scotophis, Elaphis en Elaphe.
De wetenschappelijke geslachtsnaam Pantherophis is afgeleid van panther, 'panter' en ophis, 'slang'.

## Verspreiding en habitat
Vertegenwoordigers van het geslacht komen voor in delen van Noord-Amerika en leven in de landen Canada, de Verenigde Staten en Mexico. De korenslang (Pantherophis guttatus) is daarnaast door de mens geïntroduceerd in Brazilië.
De habitat bestaat uit gematigde bossen, scrubland, graslanden en savannen. Ook in door de mens aangepaste streken zoals landelijke tuinen en weilanden kunnen de slangen worden aangetroffen.

## Beschermingsstatus
Door de internationale natuurbeschermingsorganisatie IUCN is aan alle soorten een beschermingsstatus toegewezen. Acht soorten worden beschouwd als 'veilig' (Least Concern of LC) en een soort wordt gezien als 'onzeker' (Data Deficient of DD).

## Soorten
Het geslacht omvat de volgende soorten, met de auteur en het verspreidingsgebied.
| Naam                                        | Auteur                                                  | Verspreidingsgebied                          |
| ------------------------------------------- | ------------------------------------------------------- | -------------------------------------------- |
| Pantherophis alleghaniensis                 | Holbrook, 1836                                          | Verenigde Staten                             |
| Pantherophis bairdi                         | Yarrow, 1880                                            | Verenigde Staten, Mexico                     |
| Pantherophis emoryi                         | Baird & Girard, 1853                                    | Verenigde Staten, Mexico                     |
| Korenslang (Pantherophis guttatus)          | Linnaeus, 1766                                          | Verenigde Staten, geïntroduceerd in Brazilië |
| Zwarte rattenslang (Pantherophis obsoletus) | Say, 1823                                               | Verenigde Staten, Canada                     |
| Pantherophis ramspotti                      | Crother, White, Savage, Eckstut, Graham & Gardner, 2011 | Verenigde Staten                             |
| Pantherophis slowinskii                     | Burbrink, 2002                                          | Verenigde Staten                             |
| Pantherophis spiloides                      | Duméril, Bibron & Duméril, 1854                         | Verenigde Staten, Canada                     |
| Pantherophis vulpinus                       | Baird & Girard, 1853                                    | Verenigde Staten, Canada                     |